# Sæhrímnir
Sæhrímnir oder Sährimnir (nord. „rußiges Seetier“ oder „Kochgrube“) ist ein Eber der Edda-Saga, der jede Nacht den Asen und den Einherjern sowie Odins Wölfen Geri und Freki als Mahl vorgesetzt wird.
Er wird jeden Tag in der Früh aus seinem Käfig freigelassen, damit ihn die Einherjer jagen können. Sein Fleisch wird vom Koch Andhrímnir im Kessel Eldhrímnir zubereitet. Danach wird der Eber wieder zum Leben erweckt, um am nächsten Tag wieder als Mahl dienen zu können. 
Andhrimnir läßt in Eldhrimnir
Sährimnir sieden,
Das beste Fleisch; doch erfahren Wenige,
Wieviel der Einherjer eßen.
Genzmer nennt Koch, Kessel und Eber in seiner Übersetzung des Grimnirliedes Rußgesicht, Kohlenruß und Rußschwarz:
Rußgesicht
lässt den Rußschwarz sieden
im Kessel Kohlenruß,
das beste Fleisch,
doch nicht viele wissen,
was sie essen, die Einherjer.